# Jean-Baptiste Olivier (homme politique)
Pour les articles homonymes, voir Jean-Baptiste Olivier et Olivier.
Jean-Baptiste Olivier, né le 1er août 1979 à Bordeaux, est un homme politique français. Membre des Républicains, il est sénateur de Paris de 2024 à 2025.

## Biographie

### Études et profession
Jean-Baptiste Olivier est diplômé de l'Institut d'études politiques de Toulouse (promotion 2001), d’un master Administration publique  de l’université Paris 1 Panthéon-Sorbonne en 2004 et de l’Institut national des études territoriales (INET) en 2015.
De 2003 à 2004, il est chargé de mission à la ville de Paris. De 2004 à 2007, il est chef de projet à l'Assemblée permanente des Chambres de métiers et de l’Artisanat (APCM). De 2007 à 2014, il est directeur général des services de la ville de Thoiry (Yvelines).
Après son passage à l'INET, il est directeur général du Centre de gestion de la fonction publique territoriale de l’Oise de 2015 à 2017 puis directeur général des services de la ville de Melun (Seine-et-Marne) de 2017 à 2022. En 2022, il intègre la Cour des comptes en tant que conseiller référendaire en service extraordinaire.

### Parcours politique
Il devient conseiller d’arrondissement dans le 13e arrondissement de Paris en 2008 et est réélu en 2014. Soutien de Rachida Dati lors des élections municipales de 2020 à Paris, il est tête de liste dans le 13e arrondissement et devient alors conseiller de Paris.
Il figure en quatrième position sur la liste menée par Catherine Dumas lors des élections sénatoriales de 2023. À la suite de la nomination de Marie-Claire Carrère-Gée au sein du gouvernement Michel Barnier, il devient sénateur de Paris le 22 octobre 2024.
Il est auparavant candidat à deux reprises à la députation dans la neuvième circonscription de Paris : en 2022 et 2024.